# El Ouatia
El Ouatia (arabiska: الوطية) är en stad i Marocko. Den ligger i provinsen Tan-Tan och regionen Guelmim-Oued Noun, 800 km sydväst om huvudstaden Rabat. Antalet invånare var 9 295 vid folkräkningen 2014.